# 薬袋美穂子
薬袋 美穂子（みない みほこ、1958年5月11日 - 2003年9月13日）は東京都出身のテレビレポーター（フリー）。音楽評論も手がけた。

## 来歴
成蹊大学文学部文化学科卒業後、カリフォルニア州立大学に留学するも中退。帰国後、西武球場のエレクトーン奏者、TBSラジオキャスタードライバーを経験し、『世界めぐり愛』の音楽評論にも参加した。がんのため2003年9月13日、死去。45歳没。

## レポーター
TBSのテレビ番組『そこが知りたい』にて1985年に始まり大人気となった『日本全国各駅停車路線バスの旅』シリーズでは、初回から紅一点の美女レポーターに抜擢され、長年に渡り活躍した。

## 趣味・特技
生前の趣味は、エレクトーン演奏、日本舞踊、カメラ撮影と多彩。英会話も堪能であった。